# 상동면 (밀양시)
상동면(上東面)은 대한민국 경상남도 밀양시의 면이다.

## 개요
상동면은 경상북도 청도군과 경계를 이루고, 경부선 철도, 대구부산고속도로, 국도 제25호선이 남북으로 관통하고 있다. 북쪽으로 청도천과 동창천이 합류하고, 남쪽으로 밀양강 상류를 이루고 있어 자연경관이 좋으며 맑은 강변에 유원지가 있어 행락객이 많이 찾아온다.

## 행정 구역
- 옥산리
- 도곡리
- 금산리
- 신곡리
- 안인리
- 고정리
- 매화리
- 가곡리

## 교육
- 상동초등학교
  - 안인분교 (폐교) : 상동면 구곡길 54-33 (안인리)
- 상동중학교